# Инклан (станция метро)
«Инклан» (исп. Inclán) — станция Линии H метрополитена Буэнос-Айреса. Станция расположена между станциями «Умберто I» и «Касерос». Станция расположена под проспектом Авенида Хухуй между улицами Инклан и Авенида Хуан де Гарай, в районе Парке-Патрисьос. Она имеет две боковые платформы и два трека. Также на станции расположен верхний вестибюль, который соединяет платформы с доступом на улицу по лестнице, эскалаторы и лифты; а также туалеты для инвалидов и общественный Wi-Fi.

## История
Станция была открыта два раза. Строительные работы были завершены 31 мая 2007 года, но открытие для обслуживания пассажиров состоялось 18 октября 2007 вместе с открытием станций «Онсе — 30 декабря», «Венесуэла», «Умберто I» и «Касерос». При проектировании станции использовались работы архитектора Бердичевский-Черный.

## Украшения
При строительстве вестибюля использовались работы Azucena Mainzani, Альфредо Сабат, как часть культуры танго

## Достопримечательности
Они находятся в непосредственной близости от станции:
- Госпиталь педиатрии Prof. Dr. Juan Pedro Garrahan
- Plaza Vuelta de Obligado
- Instituto Bernasconi
  - Общая начальная школа Коммуны N° 03 Juan Ángel Golfarini
  - Общая начальная школа Коммуны N° 01 Карлос Сааведра Ламас
  - Общая начальная школа Коммуны N° 02 Dr. Rafael Bielsa
  - Географический музей и Музей естественных наук Dr. Juan B. Terán и Dr. Ángel Gallardo
- Antigua cárcel de Caseros
- Centro de Formación Profesional N° 28
- Общая начальная школа Коммуны Nº 10 Francisco de Gurruchaga
- Общая начальная школа Коммуны Nº 26 Brigadier Miguel de Azcuenaga

## Галерея

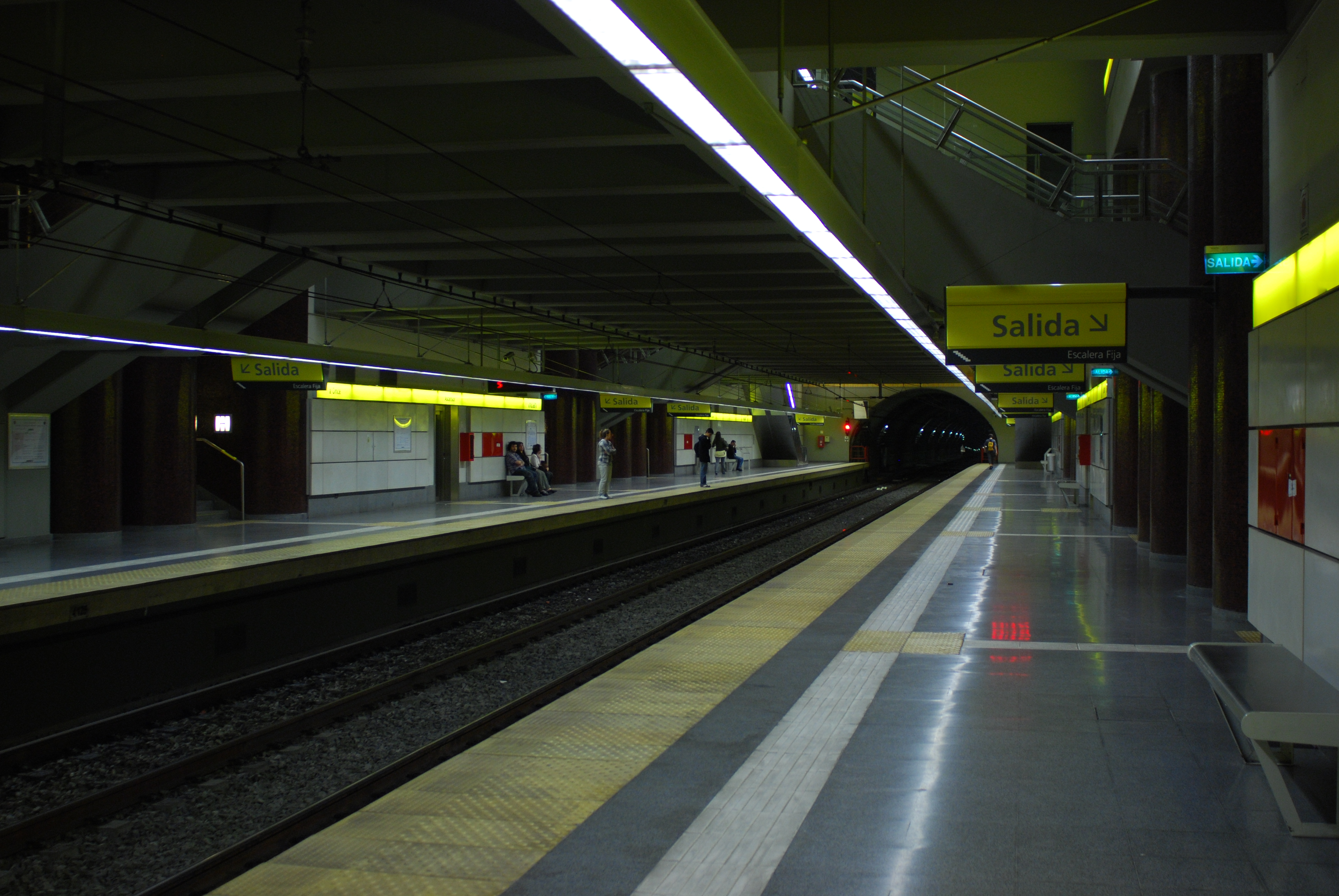
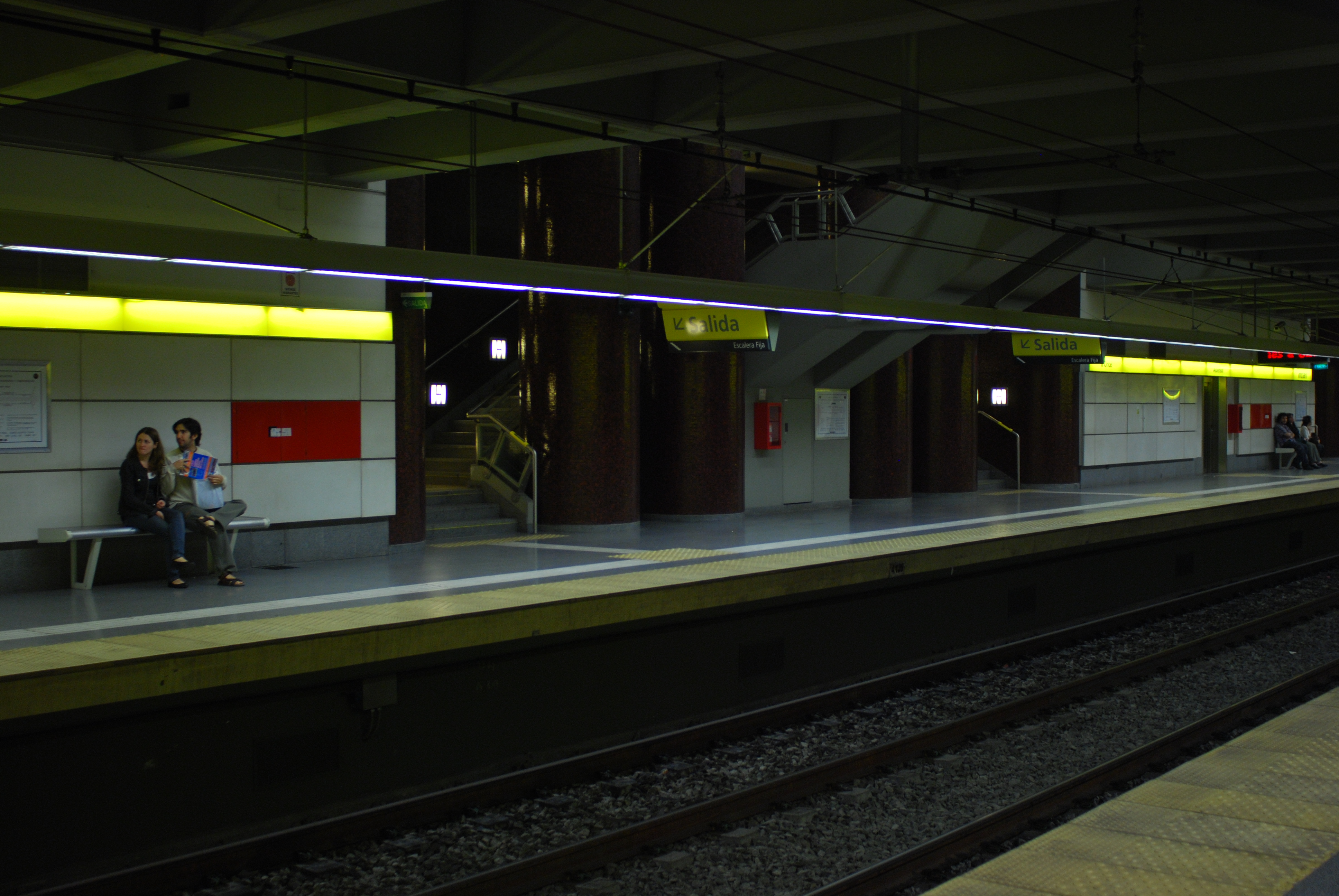
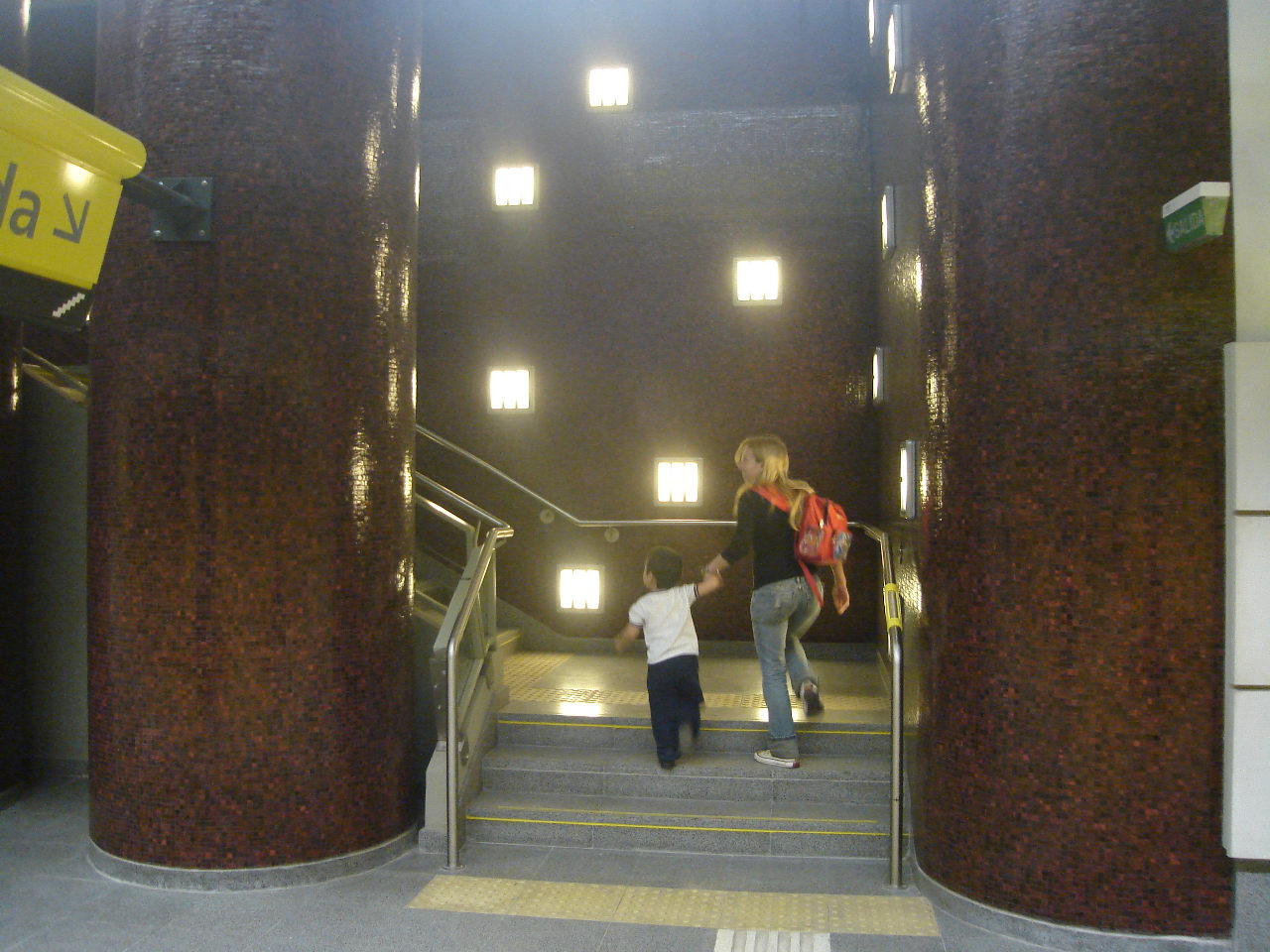
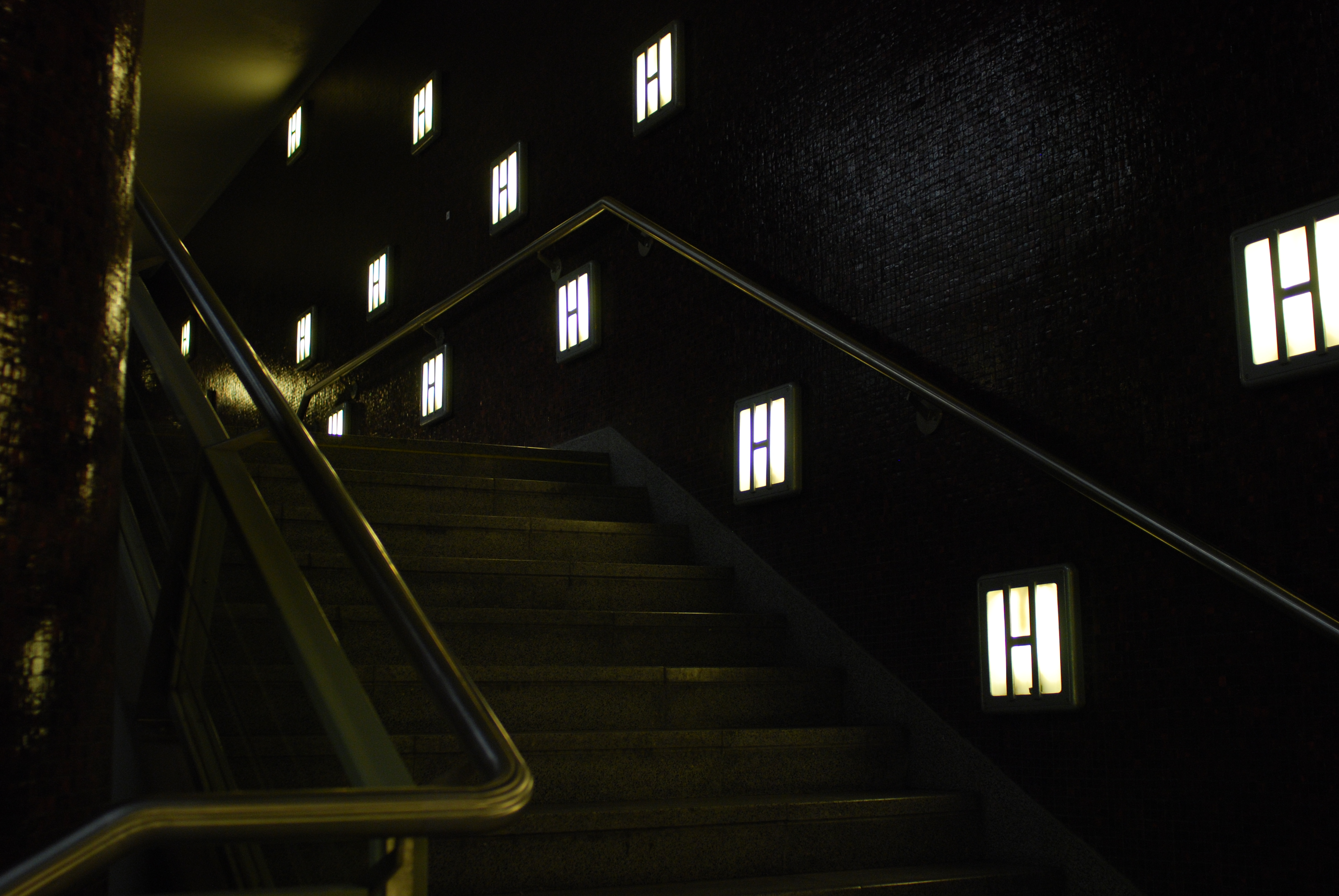
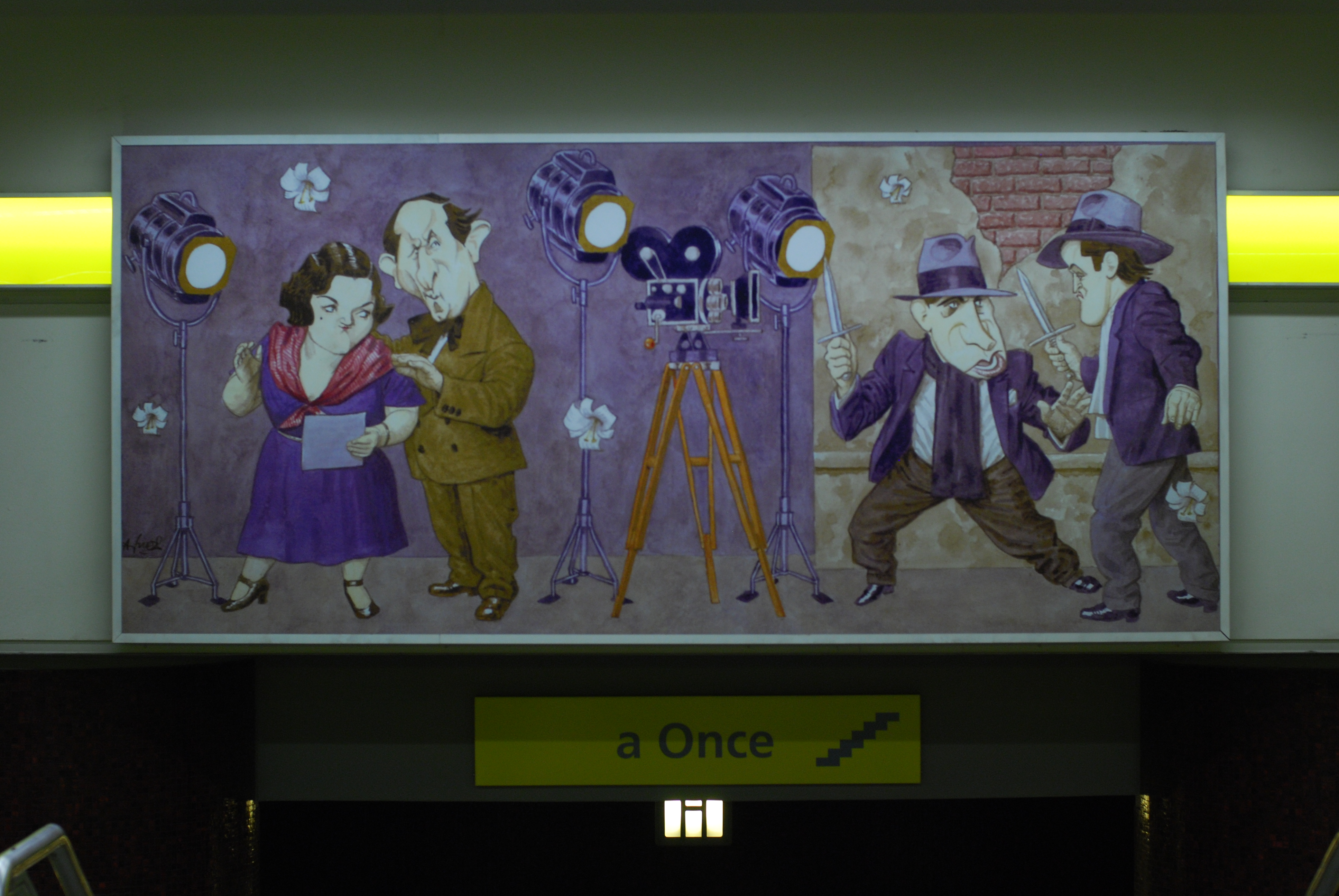
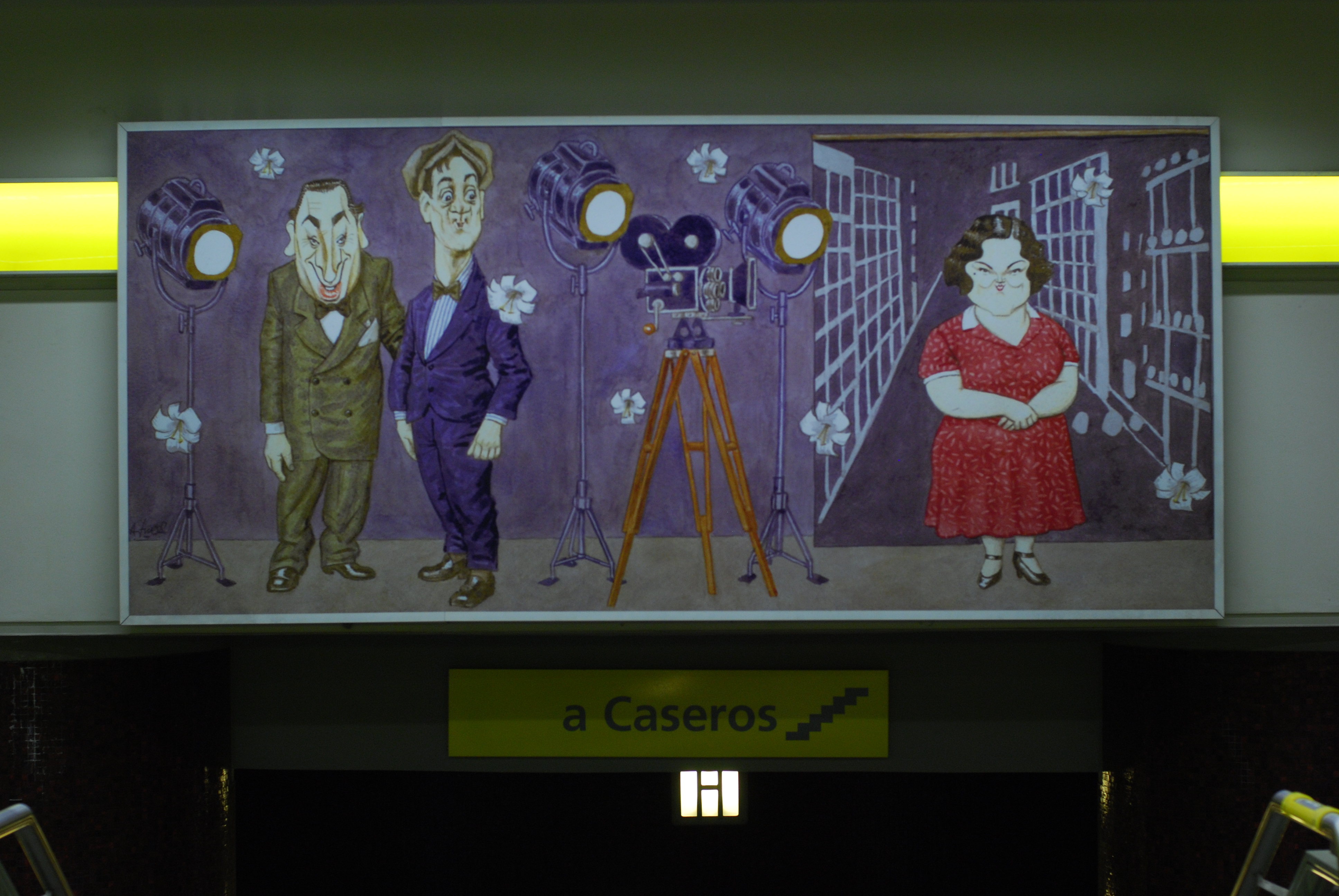